# 格雷特霍夫體育會
格雷特霍夫體育會（德語：SpVgg Greuther Fürth）是德国职业足球俱乐部，球队位于巴伐利亚州的，成立于1903年，现为德国足球乙级联赛球队。

## 球队历史
菲尔特在英国籍主教练威廉·汤利，在1914年得率领下夺得球队历史上首个全国冠军头衔。在5月31日球队在决赛中面对3届全国冠军的卫冕球队莱比锡火车头，比赛在马格德堡举行。经过154分钟的拉锯战，球队凭借一个金球成功的取得了全国冠军头衔。在1920年代到1930年代早期，球队是德国足坛一支实力强大的劲旅在1920年闯入了全国决赛对垒纽伦堡，在1923年和1931年两次进入全国足球半决赛。而1926年和1929年战胜了死敌柏林赫塔，2次获得全国足球冠军头衔，第二次世界大战前菲尔特始终是德国顶尖的球队之一。之后球队依然是一支不容忽视的球队但是成绩显得平淡了许多，最终球队还是首次滑落到了第二级联赛，并且遇到了持久地财政问题，之后球队没有能够在此获得任何显耀的荣誉和成绩。
1963年德国足球甲级联赛正式成立，菲尔特进入了联赛系统中的第三级联赛(德丙)。在1974年到1983年间，球队升入德国足球乙级联赛最好的战绩是1978-79赛季取得的联赛第四名，随后球队再次滑落第三级联赛，在1980年代后期的3年时间球队还降至过第四级联赛(德丁)。在1990年菲尔特在德国足协杯首轮3-1淘汰了甲级豪门多特蒙德，但随后在第二轮0-1败给了萨尔布吕肯足球俱乐部。
其中，有一支小村庄的第四级别联赛球队TSV Vestenbergsgreuth(TSV)，联赛中的青年俱乐部的离开，在1987-88赛季球队升入了德国丙级Oberliga Bayern联赛. 球队取得最好的战绩是在1995年的德国足协杯上首轮1-0爆大冷门淘汰了德国豪门拜仁慕尼黑，随后在第二轮击败了洪堡足球俱乐部，第三轮中点球惜败给了德甲劲旅沃尔夫斯堡。
这支球队在1996年被兼并,TSV'的球员都加盟了菲尔特，由于两只球会都是效力在同一等级的德国丙级南部联赛中，新俱乐部的实力得到了很大的扩充，第二年就以联赛第二名的身份升入了德国足球乙级联赛，并且保持在德乙中游水平。
菲尔特和邻近的球队纽伦堡足球俱乐部有着长久的竞争，在1920年代一名菲尔特队的球星因为娶了一位纽伦堡女孩而投奔了纽伦堡队，同一时期两队的国脚在德国国家队训练时都由不同的教练指导。2005-06赛季菲尔特有望进入甲级与纽伦堡展开新一轮的竞争，但是晋级的希望被科特布斯所破灭。
中国著名前锋谢晖在2002-03赛季效力过菲尔特，在联赛中出战8场并且拥有一个联赛进球。

## 球队战绩
- 德國足球乙級聯賽冠军：2011/12年；
- 德国全国冠军：1914年、1926年、1929年；
- 德国全国亚军：1920年；